# Мирослав Чех
Мирослав Чех (пол. Mirosław Czech, нар. 16 грудня 1962, Валч, тепер Західнопоморське воєводство, Польща) — польський політик українського походження, депутат сейму II та III скликань, журналіст.

## Біографія
Випускник школи №4 в Легниці. У 1987 закінчив історичний факультет Варшавського університету. За фахом журналіст, працював редактором видавництва "Tyrsa" у Варшаві, а у 1990—1995 — головним редактором часопису «Zustriczi».
У 1993—2001 був обраний депутатом II та III скликань за списком Демократичної унії, пізніше Унії Свободи. У 1993 році обирався у Кошаліні, чотири роки пізніше у Ольштині (обидва рази був обраний за загальнопольським списком). У 2001 році безуспішно намагався переобратися у Ольштинському окрузі.